# Saison 1913-1914 des Canadiens de Montréal
Autres saisons
Saison précédente Saison suivante
La saison 1913-1914 de hockey sur glace est la cinquième saison que jouent les Canadiens de Montréal. Ils évoluent alors dans l'Association nationale de hockey et finissent à la deuxième place du classement.

## Saison régulière

### Classement
|                       | PJ | V  | D  | N | Pts | BP  | BC  |
| --------------------- | -- | -- | -- | - | --- | --- | --- |
| Blueshirts de Toronto | 20 | 13 | 7  | 0 | 26  | 93  | 65  |
| Canadiens de Montréal | 20 | 13 | 7  | 0 | 26  | 85  | 65  |
| Bulldogs de Québec    | 20 | 12 | 8  | 0 | 24  | 111 | 73  |
| Sénateurs d'Ottawa    | 20 | 11 | 9  | 0 | 22  | 65  | 71  |
| Wanderers de Montréal | 20 | 7  | 13 | 0 | 14  | 102 | 125 |
| Ontarios de Toronto   | 20 | 4  | 16 | 0 | 8   | 61  | 118 |

### Match après match

#### Décembre
| No | Date        | Visiteur      | Score | Domicile              | Fiche |
| -- | ----------- | ------------- | ----- | --------------------- | ----- |
| 1  | 27 décembre | Les Canadiens | 0 - 3 | Blueshirts de Toronto | 0-1-0 |
| 2  | 30 décembre | Les Canadiens | 4 - 3 | Bulldogs de Québec    | 1-1-0 |

#### Janvier
| No | Date       | Visiteur              | Score | Domicile              | Fiche |
| -- | ---------- | --------------------- | ----- | --------------------- | ----- |
| 3  | 3 janvier  | Ontarios de Toronto   | 3 - 4 | Les Canadiens         | 2-1-0 |
| 4  | 7 janvier  | Les Canadiens         | 0 - 6 | Sénateurs d'Ottawa    | 2-2-0 |
| 5  | 10 janvier | Wanderers de Montréal | 2 - 8 | Les Canadiens         | 3-2-0 |
| 6  | 14 janvier | Bulldogs de Québec    | 3 - 4 | Les Canadiens         | 4-2-0 |
| 7  | 17 janvier | Les Canadiens         | 9 - 3 | Ontarios de Toronto   | 5-2-0 |
| 8  | 21 janvier | Sénateurs d'Ottawa    | 3 - 2 | Les Canadiens         | 5-3-0 |
| 9  | 24 janvier | Les Canadiens         | 9 - 1 | Wanderers de Montréal | 6-3-0 |
| 10 | 28 janvier | Blueshirts de Toronto | 3 - 4 | Les Canadiens         | 7-3-0 |
| 11 | 31 janvier | Les Canadiens         | 4 - 6 | Ontarios de Toronto   | 7-4-0 |

#### Février
| No | Date       | Visiteur              | Score | Domicile              | Fiche  |
| -- | ---------- | --------------------- | ----- | --------------------- | ------ |
| 12 | 4 février  | Les Canadiens         | 1 - 6 | Bulldogs de Québec    | 7-5-0  |
| 13 | 7 février  | Blueshirts de Toronto | 3 - 9 | Les Canadiens         | 8-5-0  |
| 14 | 11 février | Les Canadiens         | 6 - 2 | Wanderers de Montréal | 9-5-0  |
| 15 | 14 février | Sénateurs d'Ottawa    | 0 - 1 | Les Canadiens         | 10-5-0 |
| 16 | 18 février | Bulldogs de Québec    | 1 - 2 | Les Canadiens         | 11-5-0 |
| 17 | 21 février | Les Canadiens         | 2 - 3 | Blueshirts de Toronto | 11-6-0 |
| 18 | 25 février | Les Canadiens         | 5 - 6 | Sénateurs d'Ottawa    | 11-7-0 |
| 19 | 28 février | Wanderers de Montréal | 5 - 6 | Les Canadiens         | 12-7-0 |

#### Mars
| No | Date   | Visiteur            | Score | Domicile      | Pts    |
| -- | ------ | ------------------- | ----- | ------------- | ------ |
| 20 | 4 mars | Ontarios de Toronto | 3 - 5 | Les Canadiens | 13-7-0 |

## Effectif
- Entraîneur : Jimmy Gardner
- Gardien de but : Georges Vézina
- Joueurs : Louis Berlinguette, Hector Dallaire, Ernest Dubeau, Clayton Fréchette, Jimmy Gardner, Alphonse Jetté, Newsy Lalonde, Jack Laviolette, Émile Marchildon, Didier Pitre, Harry Scott, Donald Smith - Eugène Payan, Lorenzo Bertrand